# Semen Prystupa
Semen Prystupa (używał również imienia Stepan), ps. „Dawyd” (ur. 7 stycznia 1914 w Tudorowie) – ukraiński wojskowy, starszy sierżant UPA.
Ukończył 5 klas szkoły powszechnej, ukończył szkołę podoficerską, następnie służył 18 miesięcy w Wojsku Polskim w stopniu kaprala. Do OUN należał od 1937.
Był dowódcą sotni „Wowky 3” (90), należącej do kurenia „Berkuta”.